# 467 هـ
467 هـ هي سنة في التقويم الهجري امتدت مقابلةً في التقويم الميلادي بين سنتي 1074 و1075.

## مواليد
- الزمخشري
- أبو مسعود الدمشقي
- أحمد بن طاهر الأنصاري الداني
- الحافظ لدين الله
- عبد الله بن أحمد بن سعيد بن يربوع

## وفيات
- المأمون بن ذي النون
- علي الباخرزي
- الخليفة العباسي أبو جعفر عبد الله القائم بأمر الله
- ابن مهند
- ابن وافد
- الباخرزي